# Португалија на Светском првенству у атлетици на отвореном 2017.
Португалија је на Светском првенству у атлетици на отвореном 2017. одржаном у Лондону од 4. до 13. августа, учествовала шеснаести пут, односно учествовала је на свим првенствима до данас. Репрезентацију Португалије представљало је 19 такмичара (8 мушкараца и 11 жена) који су се такмичили у 16 дисциплина (7 мушких и 9 женских).,
На овом првенству Португалија је по броју освојених медаља делила 17. место са 2 освојене медаље (златна и бронзана). Такмичарка у ходању на 50 километара Инес Енрикез је оборила светски, европски и национални рекорд, рекорд светских првенстава и лични рекорд. У табели успешности према броју и пласману такмичара који су учествовали у финалним такмичењима (првих 8 такмичара) Португалија је са 3 учесника у финалу заузела 25 место са 17 бодова.
| Плас. | Земља       | 1. место | 2. место | 3. место | 4. место | 5. место | 6. место | 7. место | 8. место | Бр. финал. | Бод. |
| ----- | ----------- | -------- | -------- | -------- | -------- | -------- | -------- | -------- | -------- | ---------- | ---- |
| 25.   | Португалија | 1        | 0        | 1        | 0        | 0        | 1        | 0        | 0        | 3          | 17   |

## Учесници
| Мушкарци: - Давид Лима — 100 м, 200 м - Рикардо Рибас — Маратон - Жоао Вијеира — ходање 50 км - Педро Исидро — ходање 50 км - Диого Фереира — Скок мотком - Нелсон Евора — Троскок - Цанко Арнаудов — Бацање кугле - Франциско Бело — Бацање кугле | Жене: - Лорен Доркас Базоло — 200 м - Катиа Азеведо — 400 м - Марта Пен Фреитас — 1.500 м - Карла Саломе Роша — 10.000 м - Филомена Коста — Маратон - Катарина Рибеиро — Маратон - Ана Кабесиња — ходање 20 км - Инес Енрикез — ходање 50 км - Патрисија Мамона — Троскок - Сузана Коста — Троскок - Ирина Родригес — Бацање диска |  |

## Освајачи медаља (2)

### злато (1)
- Инес Енрикез — 50 км ходање

### Бронза (1)
- Нелсон Евора — Троскок

## Резултати

### Мушкарци
| Атлетичар      | Дисциплина   | Лични рекорд | Предтакмичење | Предтакмичење | Квалификације        | Квалификације | Полуфинале           | Полуфинале           | Финале               | Финале               | Детаљи |
| Атлетичар      | Дисциплина   | Лични рекорд | Резултат      | Место         | Резултат             | Место         | Резултат             | Место                | Резултат             | Место                | Детаљи |
| -------------- | ------------ | ------------ | ------------- | ------------- | -------------------- | ------------- | -------------------- | -------------------- | -------------------- | -------------------- | ------ |
| Давид Лима     | 100 м        | 10,05        | слободан      | слободан      | 10,41                | 7. у гр. 2    | Није се квалификовао | Није се квалификовао | Није се квалификовао | 37 / 58 (62)         |        |
| Давид Лима     | 200 м        | 20,30        |               |               | 20,54 кв             | 5. у гр. 4    | 20,56                | 4. у гр. 1           | Није се квалификовао | 13 / 46 (50)         |        |
| Рикардо Рибас  | Маратон      | 2:13:21      |               |               |                      |               |                      |                      | Није завршио трку    | Није завршио трку    |        |
| Жоао Вијеира   | 50 км ходање | 3:45:17 НР   | 3:45:28 ЛРС   | 11 / 33 (49)  |                      |               |                      |                      |                      |                      |        |
| Педро Исидро   | 50 км ходање | 3:55:44      | 4:02:30       | 32 / 33 (49)  |                      |               |                      |                      |                      |                      |        |
| Диого Фереира  | Скок мотком  | 5,71 НР      |               |               | Без пласмана         | Без пласмана  |                      |                      | Није се квалификовао | Није се квалификовао |        |
| Нелсон Евора   | Троскок      | 17,74 НР     | 16,94 кв      | 4. у гр. А    | 17,19                |               |                      |                      |                      |                      |        |
| Цанко Арнаудов | Бацање кугле | 21,56 НР     | 20,08         | 9. у гр. А    | Није се квалификовао | 17 / 32       |                      |                      |                      |                      |        |
| Франциско Бело | Бацање кугле | 20,85        | 19,47         | 13. у гр. Б   | Није се квалификовао | 29 / 32       |                      |                      |                      |                      |        |

### Жене
| Атлетичарка         | Дисциплина   | Лични рекорд   | Квалификације              | Квалификације      | Полуфинале            | Полуфинале            | Финале                | Финале       | Детаљи |
| Атлетичарка         | Дисциплина   | Лични рекорд   | Резултат                   | Место              | Резултат              | Место                 | Резултат              | Место        | Детаљи |
| ------------------- | ------------ | -------------- | -------------------------- | ------------------ | --------------------- | --------------------- | --------------------- | ------------ | ------ |
| Лорен Доркас Базоло | 200 м        | 23,01          | 23,85                      | 6. у гр. 2         | Нису се квалификовале | Нису се квалификовале | Нису се квалификовале | 39 / 46 (49) |        |
| Катиа Азеведо       | 400 м        | 51,63 НР       | 52,79                      | 7. у гр. 2         | Нису се квалификовале | Нису се квалификовале | Нису се квалификовале | 38 / 48 (49) |        |
| Марта Пен Фреитас   | 1.500 м      | 4:05,71        | 4:10,22                    | 8. у гр. 2         | Нису се квалификовале | Нису се квалификовале | Нису се квалификовале | 32 / 48 (49) |        |
| Карла Саломе Роша   | 10.000 м     | 32:05,82       |                            |                    |                       |                       | 32:52,71              | 28 / 31 (33) |        |
| Филомена Коста      | Маратон      | 2:28:00        | 2:36:42 ЛРС                | 28 / 78 (92)       |                       |                       |                       |              |        |
| Катарина Рибеиро    | Маратон      | 2:30:10        | Није завршила трку         | Није завршила трку |                       |                       |                       |              |        |
| Ана Кабесиња        | 20 км ходање | 1:27:46 НР     | 1:28:57 ЛРС                | 6 / 52 (61)        |                       |                       |                       |              |        |
| Инес Енрикез        | 50 км ходање | 4:08:26 СР, НР | 4:05:56 СР, РП, ЕР, НР, ЛР |                    |                       |                       |                       |              |        |
| Патрисија Мамона    | Троскок      | 14,65 НР       | 14,29 КВ                   | 2. у гр. Б         |                       |                       | 14,12                 | 9 / 26       |        |
| Сузана Коста        | Троскок      | 14,34          | 14,35 КВ, ЛР               | 2. у гр. А         | 13,99                 | 11 / 26               |                       |              |        |
| Ирина Родригес      | Бацање диска | 63,96          | 56,98                      | 12. у гр. Б        | Није се квалификовала | 21 / 29 (30)          |                       |              |        |